# 犬コロナウイルス感染症
犬コロナウイルス感染症(canine coronavirus infection)とは、アルファコロナウイルス属に属する犬コロナウイルスの感染を原因とするイヌ科動物の感染症。同義語として犬コロナウイルス病。
人には感染しない。糞便を介した経口感染により伝播し（糞口経路）、ウイルス血症は起こさない。ウイルスの標的細胞は小腸絨毛上皮細胞である。不顕性感染が多いが、発症するとイヌに元気消失、食欲不振、嘔吐、下痢を引き起こし、嘔吐や下痢が激しいと顕著な脱水を引き起こす。通常は1週間程度で回復し、致死率は低いが、犬パルボウイルス2型との混合感染により病状の悪化、回復の遅延、致死率の上昇を来たす。診断には糞便中のウイルス粒子を電子顕微鏡によって確認することが最も有効であり、RT-PCR、蛍光抗体法なども応用される。治療には対症療法のほかに、細菌による二次感染を防ぐ目的での抗生物質の投与が有効である。非経口投与型の不活化ワクチンと生ワクチンが市販されている。